# World Open

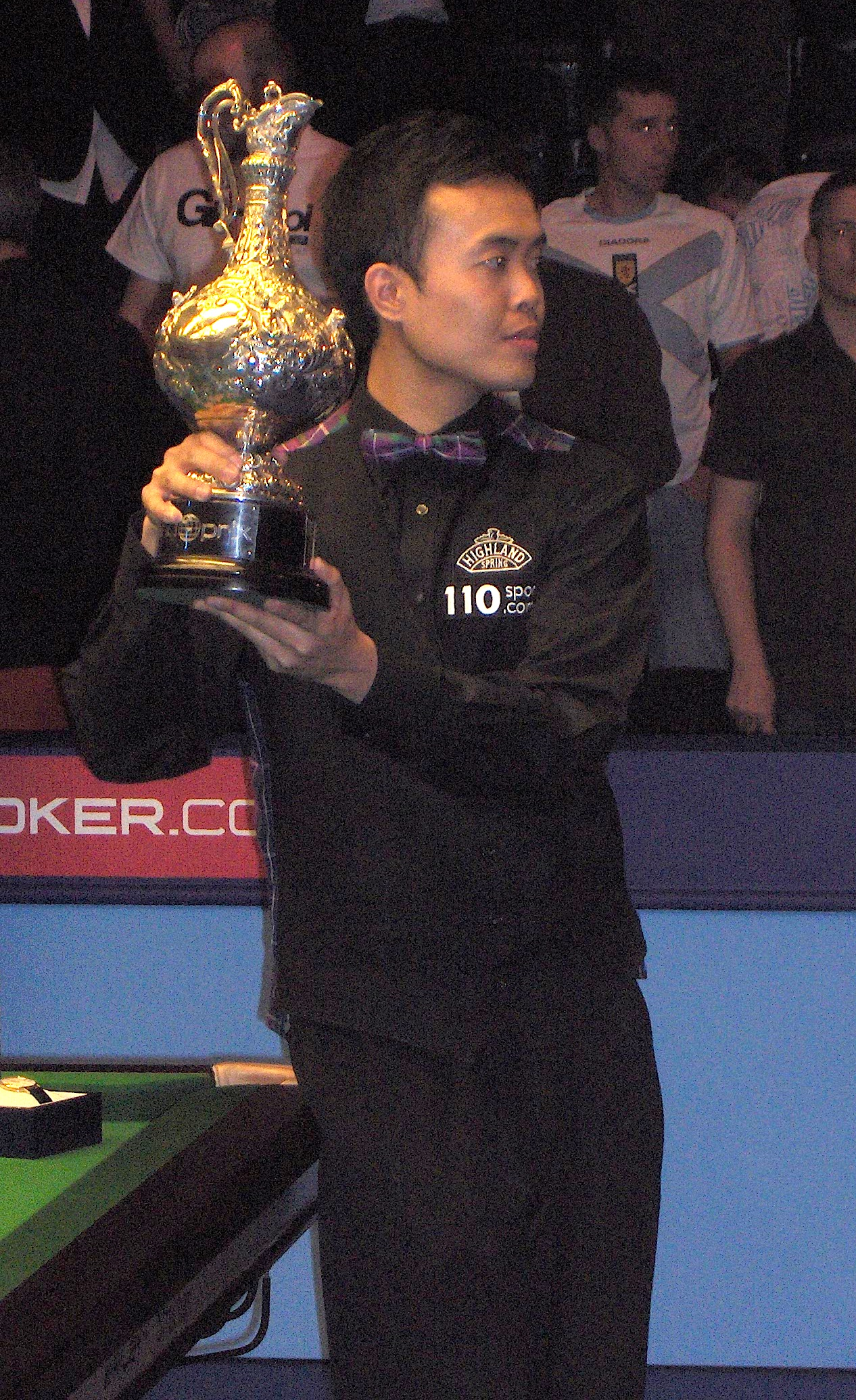
Marco Fu na zijn overwinning in de Wold Open 2007

De World Open - voorheen ook de Professional Players Tournament, LG Cup en Grand Prix genaamd - is een professioneel snookertoernooi en een van de toernooien die meetellen voor de officiële ranking. Het werd in 1982 voor het eerst gehouden en werd meteen een rankingtoernooi. Ray Reardon versloeg Jimmy White in de finale van die eerste versie. Het toernooi heeft in het verleden verschillende sponsors gehad.
Het toernooi wordt sinds 2006 gespeeld in Aberdeen. Er werd tussentijds ook een nieuw competitieformaat ingevoerd: in 2006 en 2007 bestond de eerste ronde uit een groepsfase, de eerste twee uit elke groep plaatsten zich voor de tweede ronde, vanwaar opnieuw knock-outwedstrijden werden gespeeld. In 2008 werd teruggekeerd naar het gewone knock-outsysteem zoals bij de andere rankingtoernooien.

## Erelijst
| Seizoen                         | Winnaar                                  | Verliezend finalist                      | Score                                    |
| Professional Players Tournament | Professional Players Tournament          | Professional Players Tournament          | Professional Players Tournament          |
| ------------------------------- | ---------------------------------------- | ---------------------------------------- | ---------------------------------------- |
| 1982/1983                       | Ray Reardon                              | Jimmy White                              | 10-5                                     |
| 1983/1984                       | Tony Knowles                             | Joe Johnson                              | 9-8                                      |
| Grand Prix                      |                                          |                                          |                                          |
| 1984/1985                       | Dennis Taylor                            | Cliff Thorburn                           | 10-2                                     |
| 1985/1986                       | Steve Davis                              | Dennis Taylor                            | 10-9                                     |
| 1986/1987                       | Jimmy White                              | Rex Williams                             | 10-6                                     |
| 1987/1988                       | Stephen Hendry                           | Dennis Taylor                            | 10-7                                     |
| 1988/1989                       | Steve Davis                              | Alex Higgins                             | 10-6                                     |
| 1989/1990                       | Steve Davis                              | Dean Reynolds                            | 10-0                                     |
| 1990/1991                       | Stephen Hendry                           | Nigel Bond                               | 10-5                                     |
| 1991/1992                       | Stephen Hendry                           | Steve Davis                              | 10-6                                     |
| 1992/1993                       | Jimmy White                              | Ken Doherty                              | 10-9                                     |
| 1993/1994                       | Peter Ebdon                              | Ken Doherty                              | 9-6                                      |
| 1994/1995                       | John Higgins                             | Dave Harold                              | 9-6                                      |
| 1995/1996                       | Stephen Hendry                           | John Higgins                             | 9-5                                      |
| 1996/1997                       | Mark Williams                            | Euan Henderson                           | 9-5                                      |
| 1997/1998                       | Dominic Dale                             | John Higgins                             | 9-6                                      |
| 1998/1999                       | Stephen Lee                              | Marco Fu                                 | 9-2                                      |
| 1999/2000                       | John Higgins                             | Mark Williams                            | 9-8                                      |
| 2000/2001                       | Mark Williams                            | Ronnie O'Sullivan                        | 9-5                                      |
| LG Cup                          |                                          |                                          |                                          |
| 2001/2002                       | Stephen Lee                              | Peter Ebdon                              | 9-4                                      |
| 2002/2003                       | Chris Small                              | Alan McManus                             | 9-5                                      |
| 2003/2004                       | Mark Williams                            | John Higgins                             | 9-5                                      |
| Grand Prix                      |                                          |                                          |                                          |
| 2004/2005                       | Ronnie O'Sullivan                        | Ian McCulloch                            | 9-5                                      |
| 2005/2006                       | John Higgins                             | Ronnie O'Sullivan                        | 9-2                                      |
| 2006/2007                       | Neil Robertson                           | Jamie Cope                               | 9-5                                      |
| 2007/2008                       | Marco Fu                                 | Ronnie O'Sullivan                        | 9-6                                      |
| 2008/2009                       | John Higgins                             | Ryan Day                                 | 9-7                                      |
| 2009/2010                       | Neil Robertson                           | Ding Junhui                              | 9-4                                      |
| World Open                      |                                          |                                          |                                          |
| 2010/2011                       | Neil Robertson                           | Ronnie O'Sullivan                        | 5-1                                      |
| 2011/2012                       | Mark Allen                               | Stephen Lee                              | 10-1                                     |
| 2012/2013                       | Mark Allen                               | Matthew Stevens                          | 10-4                                     |
| 2013/2014                       | Shaun Murphy                             | Mark Selby                               | 10-6                                     |
| 2014/2015                       | niet gehouden                            | niet gehouden                            | niet gehouden                            |
| 2015/2016                       | niet gehouden                            | niet gehouden                            | niet gehouden                            |
| 2016/2017                       | Ali Carter                               | Joe Perry                                | 10-8                                     |
| 2017/2018                       | Ding Junhui                              | Kyren Wilson                             | 10-3                                     |
| 2018/2019                       | Mark Williams                            | David Gilbert                            | 10-9                                     |
| 2029/2020                       | Judd Trump                               | Thepchaiya Un-Nooh                       | 10-5                                     |
| 2020-2023                       | niet gehouden vanwege de Corona pandemie | niet gehouden vanwege de Corona pandemie | niet gehouden vanwege de Corona pandemie |
| 2023/2024                       | Judd Trump                               | Ding Junhui                              | 10-4                                     |
| 2024/2025                       | John Higgins                             | Joe O'Connor                             | 10-6                                     |